# Multinational Data
Multinational Data est le nom d'un société d'études fondée en novembre 1970 et basée à Bruxelles, avec un capital de six millions de francs, qui a pour objectif l'élaboration de standards en vue d'améliorer la compatibilité des produits de trois constructeurs informatiques alors en forte croissance, l'anglais ICL, la startup américaine Control Data et la Compagnie internationale pour l'informatique, française. Après un peu plus d'un an, cette dernière opte pour un autre regroupement, Unidata, avec l'allemand Siemens.

## Histoire
En 1970, la Compagnie internationale pour l'informatique (CII) considère qu'elle a atteint un développement suffisant de ses ordinateurs pour se rapprocher d'autres constructeurs européens. Au même moment, des regroupements s'opèrent. L'anglais ICL, né en 1968 de la fusion de plusieurs constructeurs, dont International Computers and Tabulators (ICT) est devenu une force importante en Europe.
Au même moment, la startup américaine Control Data jouit de l'excellente réputation de ses supercalculateurs et espère accentuer encore sa croissance, face au géant mondial de l'informatique IBM. Elle doit cependant assurer la relève rapide de ses calculateurs moyens, négligée lors des efforts considérables consacrés à la sortie du « STAR », le plus gros calculateur du monde.
Dès juillet 1970, les trois sociétés se sont entendues sur l’idée de créer un « club » où leurs représentants débattraient régulièrement des problèmes communs. Le 12 novembre 1970, un accord est signé: c'est l'acte de naissance du consortium Multinational Data, basé à Bruxelles, dont le capital est réparti par tiers entre les trois sociétés composantes. En mars 1971, ils assurent que leurs travaux se poursuivent sous l’égide de Multinational Data et progressent d’une manière encourageante, avec des objectifs ambitieux, étudier comment infléchir leurs prochains matériels pour qu’ils puissent atteindre à un certain degré de compatibilité et même « définir des standards communs ».
Les ingénieurs américains et français remarquent cependant que, si les Anglais participent « d'une façon constructive à tous les travaux de standardisation et de normalisation du logiciel et du matériel », ils se « refusent régulièrement à tout progrès dans la voie de la complémentarité des catalogues ». ICL défendait une structure de machine qui renforçait l’incompatibilité de ses systèmes vis-à-vis de ceux d’IBM, tandis que la CII soulignait les difficultés rencontrées pour entamer le marché d’IBM. De plus, la différence d'âge entre les séries 1900 et systèmes 4 d'ICI, déjà obsolètes, et la série Iris 80 de la CII, plus récente, rendait difficile un compromis sur les dates de sortie des futurs ordinateurs communs. Retarder la sortie de sa nouvelle gamme aurait causé pour ICL des pertes financières importantes.
Les dirigeants de Control Data ont cherché à traiter le problème en groupe avec les Anglais, puis en tête-à-tête, sans obtenir plus de résultat. Control Data sera donc le seul partenaire important de la CII dans ce consortium. Les relations entre les deux constructeurs sont étroites : un ingénieur, de la CII, M. Mélia, passe un an aux États-Unis, dans le cadre de Multinational Data, pour travailler au côté de Control Data et il sera plus tard utilisé par Unidata. Bertrand Imbert, le directeur de Control Data France de 1970 à 1975, avait été second du lieutenant de vaisseau Michel Barré, président de CII, lorsque ce dernier avait dirigé la mission polaire en Terre-Adélie, de 1950 à 1952.
Mais Control Data renonce cependant à aller trop loin, craignant qu'IBM ne s'en serve contre lui dans le cadre de leur conflit juridique. Control Data se borne alors à inscrire à son catalogue l'Iris 60 de la CII. Des articles dans la presse indiquent qu'IBM, pourtant détenteur de 65 % du marché mondial des ordinateurs, menace d'attaquer en justice Control Data au titre de la loi antitrust américaine, en utilisant dans cet objectif les développements de Multinational Data.
Le Monde  observe alors le 24 avril 1971  que "l'affaire déborde le cadre des Etats-Unis", car IBM "accuse Control Data, entre autres, de constituer un cartel avec International Computers Limited, principal constructeur britannique d'ordinateurs, et avec la Compagnie internationale pour l'informatique, responsable de l'exécution du plan calcul français".
Ce cartel serait le "club mis sur pied par les trois compagnies", "dans le but de définir des normes communes pour les matériels à venir", différentes de celles d'IBM, avec des constructeurs européens "souvent soutenus par leurs gouvernements respectifs". IBM accuse alors Control Data d'avoir sollicités "cinq constructeurs américains, huit européens et trois japonais", ainsi que "plus de treize gouvernements".